# 漢堡市旗
漢堡市旗的底色為紅色，中央是一個白色城堡。漢堡市旗的歷史可以追溯至1241年。1751年開始，紅底白色城堡圖案成為漢堡的標誌。